# HIP 41378 d
HIP 41378 d（也稱為EPIC 211311380 d）是一顆圍繞F型恆星HIP 41378的系外行星。它的半徑大約為地球的3.5。行星軌道明顯傾斜於母恆星的赤道平面，錯位等於 57.1+26.4
−17.9°。